# Felix Cove
Felix Cove est une localité de Port au Port West-Aguathuna-Felix Cove, située sur l'Île de Terre-Neuve, dans la province de Terre-Neuve-et-Labrador, au Canada.